# Gertrudiskerk (Abbega)
De Gertrudiskerk is een kerkgebouw in Abbega, in de Friese gemeente Súdwest-Fryslân.

## Beschrijving
De kerk is tegenwoordig een protestantse kerk, maar was oorspronkelijk een parochiekerk gewijd aan de heilige Gertrudis. De kerkhof rondom het gebouw wordt door een gracht omringd. Het is een rijksmonument. De luidklok uit 1647 is gegoten door Jacob Noteman. Het orgel uit 1923 is gemaakt door Bakker & Timmenga.
De Gertrudiskerk vormt samen met de Johanneskerk en gereformeerde kerk van Oosthem en de Laurentiuskerk van Folsgare een PKN gemeente.

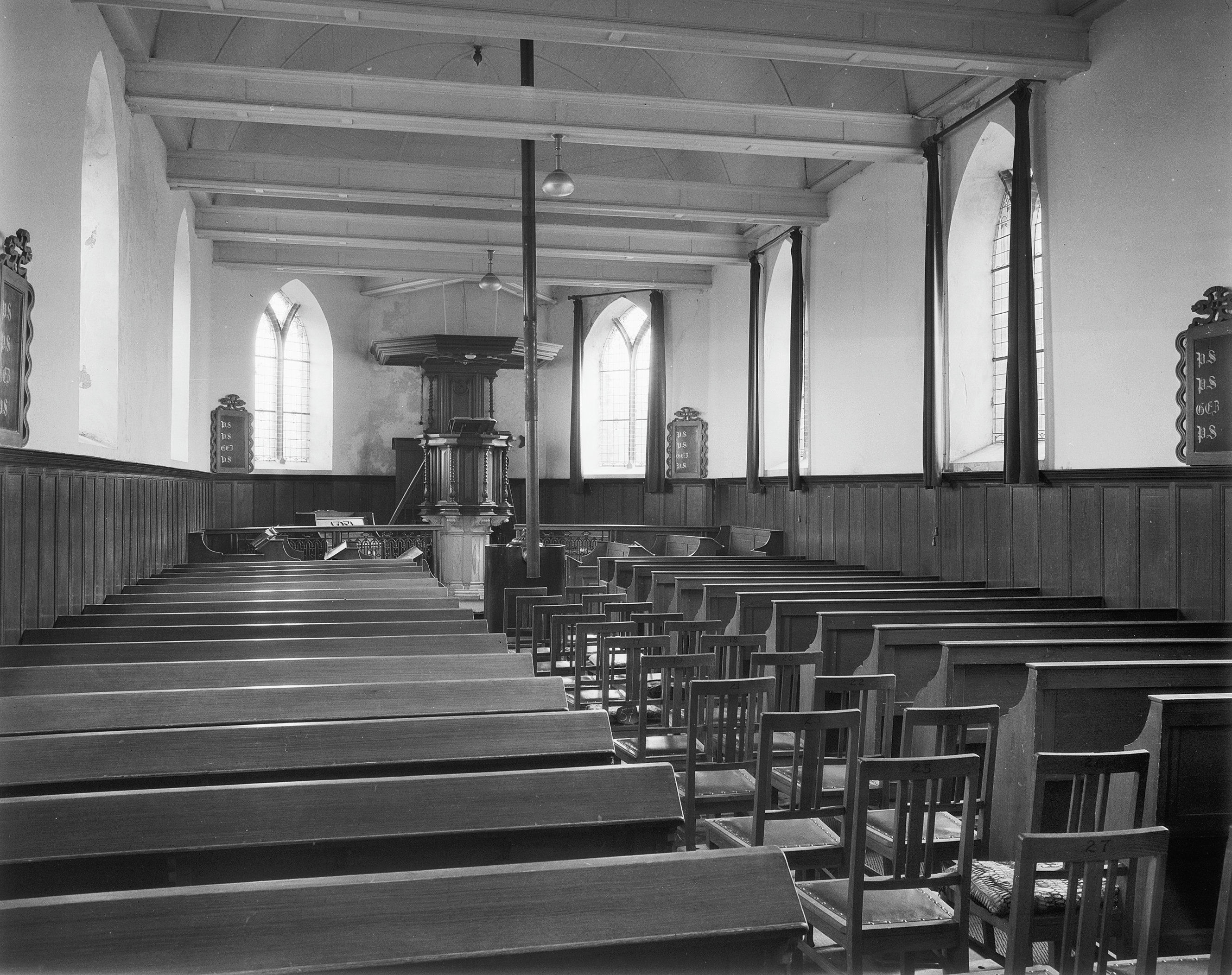
Interieur (1959)